# Rhagonycha planicollis
Rhagonycha planicollis es una especie de coleóptero de la familia Cantharidae.

## Distribución geográfica
Habita en Rusia.